# Левицкас, Чесловас Ионович
Чесловас Ионович Левицкас (лит. Česlovas Levickas; 10 июня 1932 года, Каунас, Литовская Республика — 24 мая 2012, Клайпеда) — старший крановщик Клайпедского морского торгового порта Министерства морского флота СССР, Литовская ССР. Герой Социалистического Труда (1960). Депутат Верховного Совета СССР 6-го созыва.
Родился в 1932 году в Каунасе. Окончил Каунасскую гимназию (1945) и ремесленное училище (1947). С 1947 года — моторист Клайпедского морского торгового порта, с 1950 года — крановщик и с 1953 года — старший крановщик в этом же порту. С 1954—1957 года проходил срочную службу в Советской Армии.
После армии продолжил трудиться старшим крановщиком в Клайпедском морском торговом порту. 3 августа 1960 года Указом Президиума Верховного Совета СССР удостоен звания Героя Социалистического Труда «за выдающиеся успехи, достигнутые в деле развития морского транспорта» с вручением ордена Ленина и золотой медали Серп и Молот.
Избирался депутатом Верховного Совета СССР 6-го созыва (1962—1966), депутатом Клайпедского городского Совета народных депутатов.